# Marinus Kok
Marinus Kok (Leiden, 8 februari 1916 – Zeist, 31 juli 1999) was een Nederlands geestelijke en een aartsbisschop van de Oudkatholieke Kerk.
Na zijn opleiding aan het oud-katholieke seminarie in Amersfoort werd Kok in 1941 priester gewijd. Hij was werkzaam als pastoor in Arnhem, Amersfoort en Den Haag. In 1967 werd hij lid van het kapittel van Utrecht en in 1968 rector van het seminarie in Amersfoort.
In 1969 werd Kok gekozen als coadjutor van Andreas Rinkel, aartsbisschop van Utrecht. Nadat Rinkel op 8 november 1970 met emeritaat was gegaan, werd Kok door hem op 9 november 1970 tot bisschop gewijd.
Kok ging op 31 december 1981 met emeritaat.
Kok was getrouwd met Topy Smits (1914-2009). Hij overleed in 1999 op 83-jarige leeftijd in een ziekenhuis in Zeist.